# Lijst van nummer 1-hits in Wallonië in 1999
Deze hits stonden in 1999 op nummer 1 in de Waalse Ultratop 40, de bekendste hitlijst in Wallonië.
| Datum        | Artiest        | Titel                                  |
| ------------ | -------------- | -------------------------------------- |
| 2 januari    | Cher           | Believe                                |
| 9 januari    | Cher           | Believe                                |
| 16 januari   | Cher           | Believe                                |
| 23 januari   | Manau          | Mais qui est la belette                |
| 30 januari   | Manau          | Mais qui est la belette                |
| 6 februari   | Manau          | Mais qui est la belette                |
| 13 februari  | Manau          | Mais qui est la belette                |
| 20 februari  | Larusso        | Tu m'oublieras                         |
| 27 februari  | Larusso        | Tu m'oublieras                         |
| 6 maart      | Larusso        | Tu m'oublieras                         |
| 13 maart     | Larusso        | Tu m'oublieras                         |
| 20 maart     | Larusso        | Tu m'oublieras                         |
| 27 maart     | Britney Spears | ...Baby one more time                  |
| 3 april      | Britney Spears | ...Baby one more time                  |
| 10 april     | Britney Spears | ...Baby one more time                  |
| 17 april     | Britney Spears | ...Baby one more time                  |
| 24 april     | Britney Spears | ...Baby one more time                  |
| 1 mei        | Britney Spears | ...Baby one more time                  |
| 8 mei        | Britney Spears | ...Baby one more time                  |
| 15 mei       | Britney Spears | ...Baby one more time                  |
| 22 mei       | Britney Spears | ...Baby one more time                  |
| 29 mei       | Moos           | Au nom de la rose                      |
| 5 juni       | Moos           | Au nom de la rose                      |
| 12 juni      | Moos           | Au nom de la rose                      |
| 19 juni      | Moos           | Au nom de la rose                      |
| 26 juni      | Moos           | Au nom de la rose                      |
| 3 juli       | Moos           | Au nom de la rose                      |
| 10 juli      | Moos           | Au nom de la rose                      |
| 17 juli      | Moos           | Au nom de la rose                      |
| 24 juli      | Lââm           | Jamais loin de toi                     |
| 31 juli      | Lââm           | Jamais loin de toi                     |
| 7 augustus   | Lââm           | Jamais loin de toi                     |
| 14 augustus  | Lââm           | Jamais loin de toi                     |
| 21 augustus  | Lou Bega       | Mambo no. 5 (A little bit of...)       |
| 28 augustus  | Lou Bega       | Mambo no. 5 (A little bit of...)       |
| 4 september  | Lou Bega       | Mambo no. 5 (A little bit of...)       |
| 11 september | Lou Bega       | Mambo no. 5 (A little bit of...)       |
| 18 september | Lou Bega       | Mambo no. 5 (A little bit of...)       |
| 25 september | Lou Bega       | Mambo no. 5 (A little bit of...)       |
| 2 oktober    | Lou Bega       | Mambo no. 5 (A little bit of...)       |
| 9 oktober    | Lou Bega       | Mambo no. 5 (A little bit of...)       |
| 16 oktober   | Lou Bega       | Mambo no. 5 (A little bit of...)       |
| 23 oktober   | Britney Spears | (You drive me) Crazy                   |
| 30 oktober   | Britney Spears | (You drive me) Crazy                   |
| 6 november   | R. Kelly       | If I could turn back the hands of time |
| 13 november  | R. Kelly       | If I could turn back the hands of time |
| 20 november  | R. Kelly       | If I could turn back the hands of time |
| 27 november  | R. Kelly       | If I could turn back the hands of time |
| 4 december   | R. Kelly       | If I could turn back the hands of time |
| 11 december  | R. Kelly       | If I could turn back the hands of time |
| 18 december  | R. Kelly       | If I could turn back the hands of time |
| 25 december  | Tina Arena     | Aller plus haut                        |